# Mantella laevigata
Mantella laevigata is een kikker uit de familie gouden kikkers (Mantellidae). De soort komt endemisch voor op het Afrikaanse eiland Madagaskar.

## Uiterlijke kenmerken
Mantella laevigata is een kikker van gemiddelde grootte en een slank uiterlijk. Volwassen exemplaren hebben een lichaamslengte tussen de 22 en 29 millimeter. De kop en het bovenste gedeelte van de bovenzijde is geelgroen. De overige delen van het lichaam zijn effen zwart, met uitzondering van de poten, die soms koperbruin zijn. De vingertoppen hebben vaak blauwe vlekken en de irissen zijn zwart.
Mantella laevigata lijkt op M. betsileo, M. viridis en M. expectata, maar heeft in tegenstelling tot deze verwante soorten geen blauwe vlekken op de keel, kleinere vingerschijven en vaak een lichte streep langs de bovenlip.

## Gedrag en leefwijze

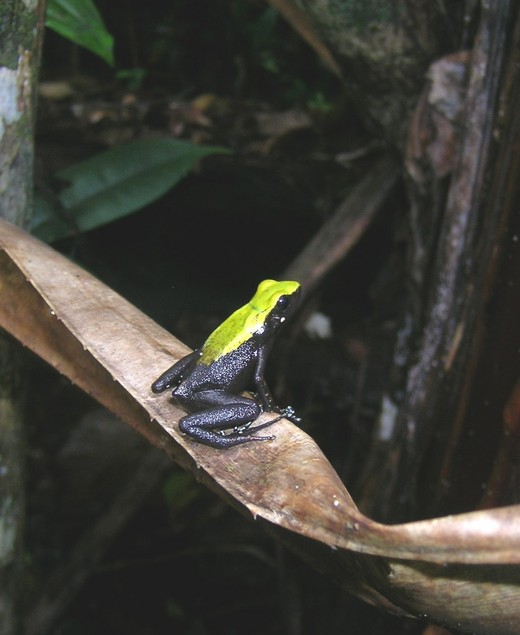
De kikker is aangetroffen in begroeiingen tot vier meter boven de grond.

Mantella laevigata leeft in regenwouden, waar hij meestal is te vinden in de strooisellaag. Soms beklimt hij de lage begroeiing, tot op een hoogte van vier meter boven de grond. Volwassen kikkers voeden zich met kleine mieren, termieten en sommige vliegensoorten.
Kleine groepen volwassen kikkers verzamelen zich regelmatig in de buurt van kleine poeltjes die zich hebben gevormd in afgebroken bamboestengels of andere boomholten, phytotelmata geheten. Deze poeltjes hebben een diameter tussen de 3 en 12 centimeter, zijn tot 30 centimeter diep en bevinden zich op een hoogte van 10 tot 350 centimeter boven de grond. De kikkers bij de poeltjes vertonen geen agressief gedrag onderling en wanneer ze worden verstoord duiken ze het water in. Regelmatig zijn ook andere kikkersoorten in de phytotelmata aangetroffen, namelijk Cophyla grandis, Plethodontohyla notosticta en Anodonthyla boulengerii.

### Voortplanting
Overdag zijn de roepgeluiden van de mannetjes te horen; series van korte dubbele klikgeluiden die sterk lijken op die van M. betsileo. Ze lokken hiermee vrouwtjes om mee te paren. De eerste levensstadia van M. laevigata zijn uniek voor het geslacht Mantella. Het vrouwtje legt haar relatief grote, witte eieren een à twee centimeter boven het wateroppervlak van de phytotelma, waar ze onbeschermd blijven tegen het daglicht en predatoren. Sommige eieren drogen uit of verdwijnen voordat de kikkervissen uitgekomen zijn, maar eieren die in het water terecht zijn gekomen ontwikkelen zich niet verder. De kikkervis die het eerst het ei verlaat voedt zich met de overige eieren. In de gevallen dat er twee kikkervissen in de poeltjes zijn aangetroffen betroffen het exemplaren in verschillende stadia van ontwikkeling.
De kikkervissen hebben een sterke hoornachtige bek, waarmee ze zich voeden met de overige eieren of onbevruchte eieren die de moeder in het poeltje legt. Kikkervissen voeden zich ook met de eieren van andere kikkers en, wanneer er geen eieren aanwezig zijn, met plantaardig voedsel.

## Verspreiding en habitat

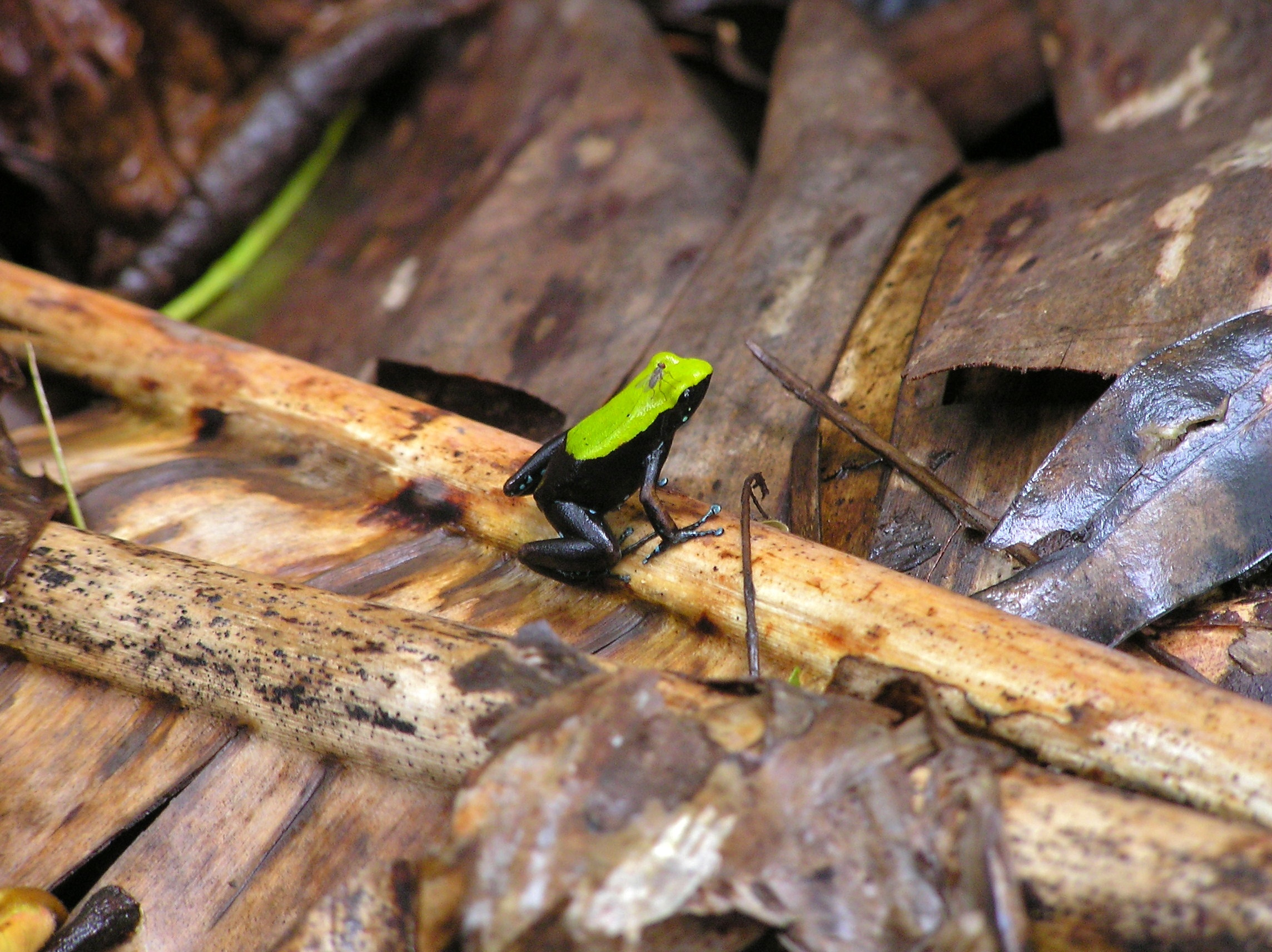
M. laevigata in de strooisellaag op het eiland Nosy Mangabe

Mantella laevigata is endemisch in Madagaskar en komt relatief veelvuldig voor in de laaglandbossen in het noordoosten van het eiland, inclusief het eiland Nosy Mangabe. Dit gebied loopt van het Nationaal park Marojejy in het noorden tot aan de omgeving van Toamasina. De kikker komt er voor in regenwouden op een hoogte tot 600 meter boven zeeniveau. Hij heeft een voorkeur voor bossen met bamboe of andere type begroeiing met natuurlijk gevormde boomholten.

### Beschermingsstatus
Het totale leefgebied van Mantella laevigata is waarschijnlijk niet veel groter dan 20.000 vierkante kilometer en gaat vermoedelijk zowel in grootte als in kwaliteit achteruit. Dit is onder andere te wijten aan rooflandbouw, overbegrazing, houtkap, houtskoolwinning en de invasieve verspreiding van exotische eucalyptusplanten. Een andere, kleinere bedreiging is de handel in exotische dieren. M. laevigata komt in een aantal beschermde reservaten voor en wordt gekweekt door verschillende instanties, ook buiten Madagaskar. De populatie gaat echter achteruit en M. laevigata wordt daarom beschouwd als een gevoelige diersoort (NT of Near Threatened) op de Rode Lijst van de IUCN. Op de lijst van CITES is de soort opgenomen in Bijlage II, wat wil zeggen dat voor de export een vergunning moet worden aangevraagd.